# ジャン・シビエール

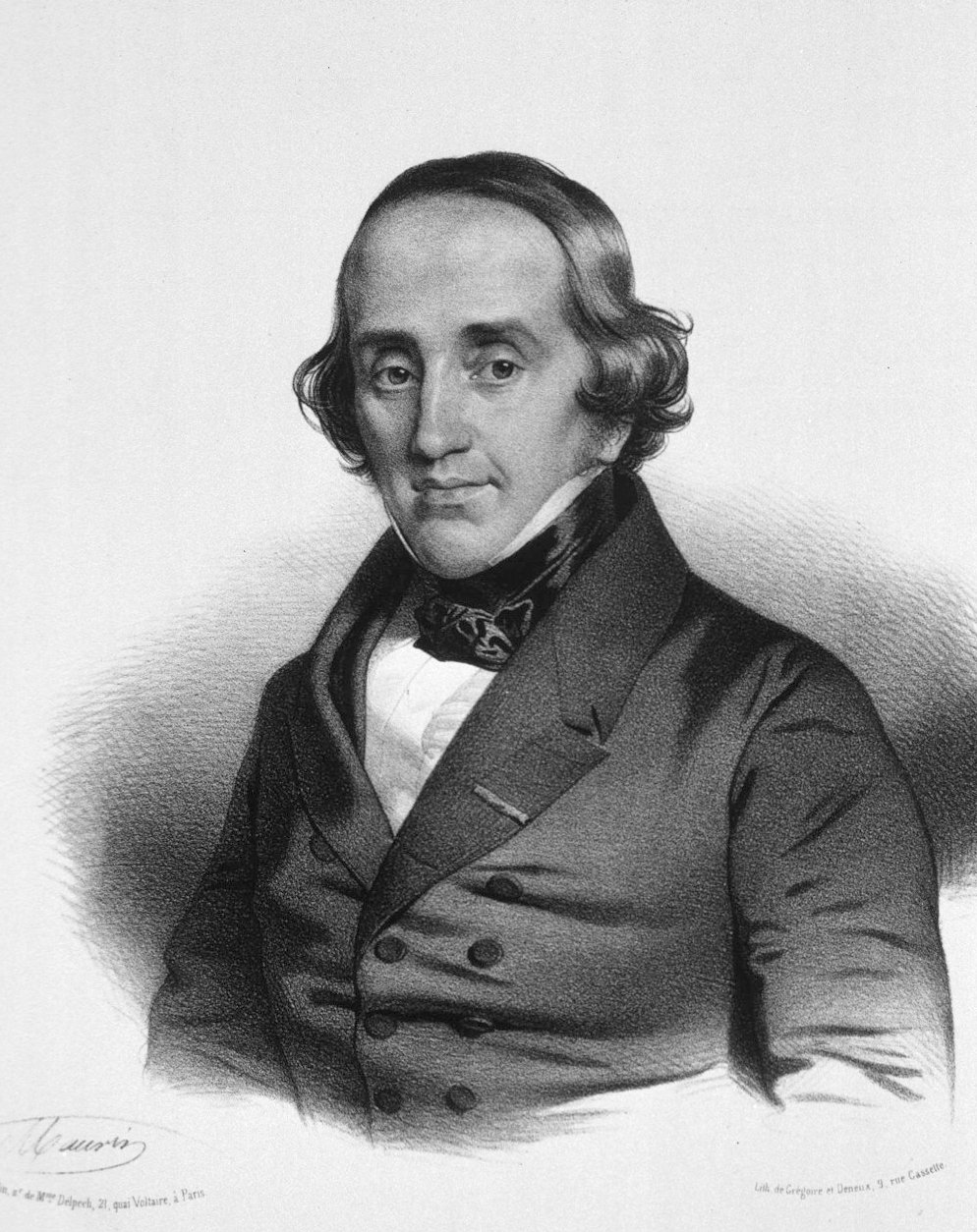
ジャン・シビエール

ジャン・シビエール（Jean Civiale、1792年7月5日 - 1867年6月13日）は、フランスの外科医で 泌尿器科医。

## 業績
1832年、腹壁を切開することなく、膀胱内の結石を破砕できるように、外科的器具、砕石器を発明し最初の低侵襲手術である経尿道的結石破砕術を施行した。結石を除去するため、シビエールは尿道から器具を挿入し結石に穴をあけた。それからその器具で結石を破砕し、その結果生じる破片を吸い取るか、尿とともに正常に流れ出るようにした。
シビエールはパリのネッケル病院で、世界で初めて泌尿器科を設立した。
シビエールは根拠に基づく医療の先駆者としても認識されるようになった。1835年、パリ科学アカデミーは結石破砕術が切石術よりも優れていることを証明するためにシビエールがヨーロッパ全域で行った統計学的研究を承認した。
シビエールは患者を2群にわけ相対死亡率を比較する手法を初めて導入し、シビエールの砕石術では307症例中死亡7例（2.2%）に対して、古典的切石術が5,443症例中死亡1,024例（18.8%）であることを発見した。この研究により、1836年パリ科学アカデミーよりMontyon Prizeを受賞し、同年論文“Parallèle des divers moyens de traiter les calculeux.”として発表された。
アカデミーのメンバーの中には、著名なシメオン・ドニ・ポアソンもいた。その結果、アカデミーは確率論の医学的応用に関して、より研究することを推奨した。
シビエールの多くの弟子のなかでも、イギリスの外科医であり泌尿器科医であるヘンリー・トンプソンは、シビエールの器具・技術をイギリスに持ち帰り、ベルギー王レオポルド1世を手術して以来極めて有名となった。
1840年、シビエールはスウェーデン王立科学アカデミーの外国人会員に選ばれた。

## 主要な著作物
- De la Lithotritie, ou brolement de la pierre, (Paris), 1827)
- Lettres sur la Lithotritie, &c. (1827)
- Traite pratique et historique de la Lithotritie (1847)
- Resultats Cliniques de la Lithotritie pendent les Annes 1860–64 (1865)